# Isłam Duguczijew
Isłam Bietiersyłtanowicz Duguczijew (ros. Ислам Бетерсултанович Дугучиев; azer. İslam Duquçiyev; ur. 15 kwietnia 1966 w Ałtynemel w obwodzie ałmackim) – radziecki, rosyjski i azerski zapaśnik w stylu klasycznym.
Dwukrotny olimpijczyk. Srebrny medalista z Barcelony 1992, szóste miejsce w Sydney 2000. Rozpoczynał karierę w barwach ZSRR, w Barcelonie reprezentował Wspólnotę Niepodległych Państw. Następnie był zawodnikiem Rosji a od 2000 startował dla Azerbejdżanu.
Pięciokrotny uczestnik mistrzostw świata, cztery razy złoty medalista z 1990, 1991, 1993 i 1994. Mistrz Europy z 1990 i 1993, brązowy medalista z 1994. Pierwszy w Pucharze Świata w 1989 roku.
Mistrz ZSRR w 1988-91, drugi w 1986. Najlepszy w Rosji w 1997 roku.